# Альмерек
Альмерек (каз. Әлмерек, до 1997 г. — Гагарино) — упразднённое село в Талгарском районе Алматинской области Казахстана. Входило в состав Гульдалинского сельского округа. Код КАТО — 196249200.

## Население
В 1999 году население села составляло 1559 человек (789 мужчин и 770 женщин). По данным переписи 2009 года, в селе проживало 2256 человек (1103 мужчины и 1153 женщины).